# Амбрижеа
Амбрижеа (фр. Ambrugeat) насеље је и општина у централној Француској у региону Лимузен, у департману Корез која припада префектури Исел.
По подацима из 2011. године у општини је живело 201 становника, а густина насељености је износила 6,8 становника/km². Општина се простире на површини од 29,57 km². Налази се на средњој надморској висини од 730 метара (максималној 972 m, а минималној 614 m).

## Демографија
| 1962. | 1968. | 1975. | 1982. | 1990. | 1999. | 2011. |
| ----- | ----- | ----- | ----- | ----- | ----- | ----- |
| 235   | 270   | 204   | 192   | 184   | 216   | 201   |

График промене броја становника у току последњих година